# Nurses’ Health Study
Die Nurses’ Health Study (abgekürzt: NHS) ist eine US-Längsschnittstudie, die wichtige Beiträge zur Ernährungskunde und Krebsrisiken bei Frauen erbrachte. Seit 1976 gibt es die zweijährlichen Befragungen und zum Teil klinischen Untersuchungen von tausenden Krankenschwestern.
Sie ist die weltweit bedeutendste Gesundheitslängsschnittstudie, die bereits seit 30 Jahren läuft.
Die englische Bezeichnung der Studie hat keine allgemein anerkannte deutsche Übersetzung gefunden. Sie drückt die Zusammensetzung und die Hauptfragestellung aus, nämlich die Gesundheit von weiblichem Pflegepersonal. Manchmal wird auch der Begriff Womans Health für die Studie verwendet.
Erster Fokus der Studie war die Frage nach der Auswirkung der Antibabypille auf das Brustkrebsrisiko.
Durch die Größe des Teilnehmerinnenkreises sind inzwischen zahlreiche epidemiologische Daten vorhanden. Wiederkehrende Themen der Auswertungen sind Ernährung und diverse Krebsrisiken, besonders das Risiko auf Brustkrebs, aber auch Herz-Kreislauf-Erkrankungen und kognitive Funktionen älter werdender Frauen.

## Studiendesign der beiden Kohorten
Inzwischen werden zwei Kohorten unterschieden (Zusammensetzung der Teilnehmerinnen):
Kohorte 1 ab 1976: Ca. 122.000 35- bis 55-jährige verheiratete Krankenschwestern (170.000 waren angeschrieben worden) aus 11 bevölkerungsreichen Staaten.
1980 wurde der erste Fragebogen über die Ernährungsgewohnheiten verwendet. Danach wurden diese alle vier Jahre erhoben, die demografischen und andere Gesundheitsdaten im zweijährlichen Turnus. Die Antwortrate dabei betrug über 90 %. Das zeigte, dass die Grundannahme, Krankenschwestern seien gut zur Teilnahme an den Folgeterminen und Wiederholungsuntersuchungen zu motivieren, richtig war. 33.000 Blutproben wurden 1989–1990 gesammelt.
Kohorte 2 ab 1989: Dabei wurden insbesondere Frauen berücksichtigt, die schon als Jugendliche die Pille eingenommen hatten. Etwa 117.000 25- bis 42-jährige verheiratete Krankenschwestern (125.000 waren als Zielgröße angestrebt worden. Auf das erste Schreiben an 517.000 antworteten etwa 123.000, 24 %). Nach Ausschluss der unvollständig beantworteten Fragebögen blieben 116.686 Teilnehmerinnen in dieser Kohorte (Nurses' Health Study II). Auch hier wurden etwa 30.000 Blutproben in den 1990er Jahren gesammelt und die Teilnahme an den Wiederholungsuntersuchungen betrug jeweils über 90 %. Durch die große Anzahl ist auch bei den üblichen Drop outs (Nichtteilnahme an Folgeterminen) bei langem Verlauf einer Studie immer noch die statistische Repräsentativität für die Ergebnisse gesichert.

### Beteiligte Personen und Institutionen
Die beiden Ärzte Frank E. Speizer und Walter C. Willett gelten als Begründer.
Beteiligte Institutionen sind die Harvard Medical School, Harvard School of Public Health, Brigham and Women’s Hospital, Dana-Farber Cancer Institute, Children’s Hospital Boston, Beth Israel Deaconess Medical Center und das Channing Laboratory.
Gefördert wurde die Studie von den National Institutes of Health, einer Behörde des US-Gesundheitsministeriums.

## Beispiele für Fragestellungen, Befunde

### Schlaganfall und Gemüse
Bei der Studie, in der 75.596 Krankenschwestern 14 Jahre lang beobachtet wurden, zeigte sich, dass bei Verzehr von Gemüse, insbesondere grünem Blattgemüse sowie Zitrusfrüchten und deren Säften, seltener ein Schlaganfall auftrat.

### Ballaststoffe und Darmkrebs
Die Ballaststoff-These vieler Ernährungswissenschaftler behauptet: Ballaststoffe schützen vor Darmkrebs. Diese These konnte bisher nicht bewiesen werden. Auch Nurses’ Health mit 76.947 über 16 Jahre beobachteten Krankenschwestern ergab keinen eindeutigen Zusammenhang zwischen Ballaststoffaufnahme und Darmkrebs.

### Gemüse und Obst und Herz-Kreislauf-Erkrankungen
Am 2. November 2004 verbreitete die Nachrichtenagentur CNN eine Meldung, dass Daten aus den großen epidemiologischen Studien Nurses’ Health Study und Health Professionals Follow-up Study ergaben, dass ein hoher Verzehr von Früchten und Gemüse – wie bei Vegetariern üblich – einen statistisch signifikanten, kleinen Schutzeffekt vor Herz-Kreislauf-Erkrankungen bewirkten. Bei der Nurses’ Health Study wurden 71.910 Krankenschwestern untersucht und bei der Health Professionals Follow-up Study 37.725 männliche Ärzte.

### Brustkrebs
2021 kam eine Auswertung zu dem Schluss, dass eine gesunde pflanzliche Ernährung das Risiko an Brustkrebs zu erkranken verringern kann. Insbesondere sei dieser Schutz gegenüber aggressiven Varianten vorhanden.